# ソッタ
ソッタは、韓国で行われている花札の遊戯である。おいちょかぶと同系のゲームであるが、特殊役が非常に多く、ポーカーに似た賭けのしかたをするのが特徴である。

## 概要
朝鮮では日本の花札がはいってくる以前から、中国の牌九の牌と同じ構成の「コルペ（骨牌）」や、独特なスート構成を持つ「トゥジョン（闘牋）」（朝鮮語版記事）という紙牌があった。トゥジョンの由来は明らかでないが、18世紀以降流行していた80枚の細長いカードで、動物の名前のついた8つのスートがあり、各スートは1から9までと「将」の10のランクよりなっていた。トゥジョンでもっとも人気があった賭博はカードのランクの合計の1の位がもっとも大きいものが勝つというものであった。1900年ごろに花札が朝鮮に流入すると、これらのゲームは徐々に花札に駆逐されていった。
トゥジョンを使った「トッリョデギ（돌려대기）」というゲームは、中国の牌九を使ったゲーム「闘牛」と似ており、5枚の手札から3枚を10の倍数にして捨て、のこり2枚でペアを作る（ペアがなければ2枚の合計の1の位を比較する）ゲームであった。これをそのまま花札で行うようにしたのが「トリジッコテン（도리짓고땡）」で、日本では「五枚株」と呼ばれている。ソッタはトリジッコテンに似ているが、より簡易化されており、役などに日本の同系のゲームである「おいちょかぶ」の影響がみられる。
「ソッタ（섰다）」という名前は賭けに出る時の「ソッタ（섰다、立った）」という掛け声に由来する。よく「섯다」と呼ばれるが、正しい名称は同音の「섰다」である。
日本では「かちかち」（せった・じゅんじゅん・とっと等とも呼ぶ）という名前で同じ系統のゲームが行われている。

## ルール
2人から10人までで遊ぶことができる。
おいちょかぶのような親と子の勝負ではなく、ポーカーのように降りていないメンバー全員のうちでもっとも強い札を持つものが勝つ。

### 使用する道具
花札のうち、柳と桐およびカス札を除いた20枚。
ほかにチップを用意する。

### カードを配る
カードはひとりあたり2枚くばる。おいちょかぶのような3枚めはない。

### 賭け
各自は手札を見て、親から順に反時計回りに賭けを行う。賭けのやりかたはポーカーに似ており、以下の方法がある。賭け金をひきあげる（レイズ）するとき、その額は現在の賭け金の額以上にしなければならない。
- ダイ：降りる。ポーカーのフォールドにあたる。
- チェック：オープニングビッドが行われる前に、賭けずに次の人にパスする。
- ピン（삥）[5]：最小額の賭け金をかける
- コール：前の人と賭け金を同じにする
- タダン（따당）：賭け金を倍額にひきあげる
- ハーフ：前の人と同額を賭けた上で、ポットに出ている賭け金の半額を上乗せする。たとえば2人が100ずつ賭けている時に、次の人が「ハーフ」をする場合は、(100×3)×0.5 = 150 を上乗せするので、250を賭けることになる。ほかに、1/4を上乗せする「クォーター」や、全額を上乗せする「フル」もある。

以上を、降りていない全員の賭け金の額が等しくなるまでおこなう。

### 勝負
2枚の札の組み合わせによって勝負をつける。もっとも強い手のものがポットの賭け金を総取りする。
役のことを「チョクポ（족보）」という。多くの役があるが、強い順に羅列する。

#### クァンテン
2枚がともに光札のときの役を「クァンテン（グァンテン、광땡）」という。柳と桐を除いているので、光札は全部で3枚しかない。
| 組み合わせ | 役名                             | 説明                                       |
| ---------- | -------------------------------- | ------------------------------------------ |
|            | サムパルグァンテン(삼팔(38)광땡) | 桜に幕と芒に月の組み合わせで、最強である。 |
|            | イルパルグァンテン(일팔(18)광땡) | 松に鶴と芒に月の組み合わせ                 |
|            | イルサムグァンテン(일삼(13)광땡) | 松に鶴と桜に幕の組み合わせ                 |

クァンテンの高低は、3・8>1・8=1・3の順であり、1・3、1・8クァンテンは「暗行御史」に負ける。

#### テン
2枚が同じ月であった場合を「テン（땡）」といい、クァンテンの次に強い役である。テンどうしでは、月数の大きいほうが強い。最強は紅葉（10月）のペアで、これを「チャンテン（장땡）」という。「チャン」とはトゥジョンの「将」のこと。1月のテンは「ピンテン（삥땡）」という。
ピンテンから9テンまではテンジャビに敗れ、チャンテンは敗れない。
| 組み合わせ | 役名                               |
| ---------- | ---------------------------------- |
|            | チャンテン(장땡)                   |
|            | クテン(구땡)                       |
|            | パルテン(팔땡)                     |
|            | チルテン(칠땡)                     |
|            | ユクテン(육땡)                     |
|            | オテン(오땡)                       |
|            | サテン(사땡)                       |
|            | サムテン(삼땡)                     |
|            | イテン(이땡)                       |
|            | ピンテン(삥땡)またはイルテン(일땡) |

#### それ以外の役
以下の役はテンの次に強い。強いほうから順に記す。
| 組み合わせ | 役名             | 説明                                              |
| ---------- | ---------------- | ------------------------------------------------- |
| (1例)      | アッリ(알리)     | 松（1月）+梅（2月）                               |
| (1例)      | トクサ(독사)     | 松（1月）+藤（4月）。日本でいうシッピンにあたる。 |
| (1例)      | クッピン(구삥)   | 松（1月）+菊（9月）                               |
| (1例)      | チャンピン(장삥) | 松（1月）+紅葉（10月）                            |
| (1例)      | チャンサ(장사)   | 藤（4月）+紅葉（10月）                            |
| (1例)      | セリュク(세륙)   | 藤（4月）+牡丹（6月）                             |

#### クッ
役がない場合は、2枚の月の合計の1の位で比較する。これを「クッ（끗）」という。合計の1の位が9の場合を「カボ（가보）」といって、もっとも強い。0の場合は「マントン（망통）」という。

#### 特殊役
どの特殊役を認めるかで地域差がある。
| 組み合わせ | 役名                            | 説明 |
| ---------- | ------------------------------- | --- |
|            | テンジャビ(땡잡이)              | 桜に幕と萩に猪の組み合わせ。ピン(1)テンから9テンまでに勝つが、勝つことができるテンが出ていない場合は勝利していない。チャンテンとクァンテンには負ける。                                   |
|            | 暗行御史(アメンオサ、암행어사)  | 藤に時鳥と萩に猪の組み合わせ。1・8クァンテンと1・3クァンテンに勝つが、そのいずれも出ていない場合は勝利していない。3・8クァンテンには負ける。                                             |
| (1例)      | クサ(구사)またはサグ(사구)      | 藤（4月）と菊（9月）の組み合わせ。テン以上の役を持つ人がいないときに、その回の勝負を流すことができる。その回に出たチップは次回の勝者のものになる。テン以上の役を持つ人があれば、負ける。 |
|            | モントングリクサ(멍텅구리 구사) | 藤に不如帰と菊に盃の組み合わせ。クァンテンの役を持つ人がいないときに、その回の勝負を流すことができる。クァンテン以上の役を持つ人があれば、負ける。                                       |

## 文献
- 竹村一・著 - 『花札ゲーム28種』 〈大泉書店〉 ISBN 4-2780-4524-7 「そった」表記で158 - 161ページにて記載されている。